# Andreas Westh
Bengt Jimmy Andreas Westh, född 1977, är en svensk bandyspelare uppvuxen i Västansjö utanför Kilafors i Hälsingland. 
Westh spelar för Bollnäs GIF dit han återvände säsongen 2006/2007 efter tre år i Sandvikens AIK. Westh spelade fram till 2018 i Sveriges herrlandslag i bandy. Han är Bollnäs GoiF:s lagkapten. Westh har också varit lagkapten för det svenska landslaget.
2018 gjorde han sin sista landskamp, då han deltog i det lag som förlorade VM-finalen mot Ryssland i Chabarovsk. Han gjorde det som lagkapten för Sverige Före VM hade han spelar 145 landskamper. Fram till 2016 han deltagit i 12 VM-turneringar och vunnit fyra VM-guld (2005, 2009, 2010 och 2012). 2017 vann han sitt femte VM-guld.
Han är sedan den 19 maj 2012 gift med Jenny Westh som han har två söner med och som även de spelar bandy. 

## Klubbar
- 1994-2003 Bollnäs GIF
- 2003-2006 Sandvikens AIK
- 2006- Bollnäs GoIF